# Isotopes du fluor
Le fluor (F, numéro atomique 9) possède 18 isotopes connus, de nombre de masse variant de 14 à 31, ainsi qu'un isomère nucléaire (18mF). Cependant, seul le fluor 19 est stable, faisant du fluor un élément monoisotopique. Aucun radioisotope n'étant produit naturellement sur Terre, l'abondance naturelle de 19F est de 100 %, ce qui fait du fluor également un élément mononucléidique, et permet d'assigner au fluor une masse atomique standard de 18,9984032(5) u.
Le radioisotope de plus longue durée de vie est 18F avec une demi-vie de 109,771 minutes. Tous les autres isotopes ont des demi-vies inférieures à une minute, la plupart étant même inférieures à une seconde. L'isotope le moins stable est 15F, avec une demi-vie de 4,1 × 10−22 secondes, correspondant à une largeur de raie spectrale d'environ 1 MeV. Seul 14F possède une demi-vie encore inconnue.
Les trois isotopes les plus légers se désintègrent par émission de proton et les deux suivants par émission de positron (désintégration β+), tous en isotopes de l'oxygène. Les isotopes plus lourds que 19F se désintègrent totalement par désintégration β− (parfois suivie d'une émission de neutron) en isotopes du néon, à l'exception de 28F qui se désintègre par émission de neutron en 27F.

## Isotopes notables

### Fluor 18
Le fluor 18 est l'isotope du fluor dont le noyau est constitué de neuf protons et de neuf neutrons. C'est le radionucléide du fluor avec la plus longue demi-vie (109,771 minutes). Il est utilisé commercialement comme une importante source de positrons. Son principal usage est la production de fluorodésoxyglucose radiopharmaceutique pour la tomographie par émission de positons en médecine.
Comme tous les radioisotopes émetteurs de positrons, 18F peut se dégrader par capture électronique (3,1%), mais il se dégrade principalement (96,86 (19)%) par désintégration β+ (émission de positron).

### Fluor 19
Le fluor 19 est l'isotope du fluor dont le noyau est constitué de neuf protons et de dix neutrons. C'est le seul isotope stable du fluor ; son abondance naturelle est de 100 % puisque aucun autre isotope n'existe de façon naturelle en quantité significative. Son énergie de liaison est de 147,801 MeV. Le fluor 19 est actif par résonance magnétique nucléaire (RMN) et est donc utilisé en spectroscopie RMN du fluor 19. Son spin nucléaire I = 1/2 et la valeur élevée de son rapport gyromagnétique en font un noyau facilement observable.

### Fluor 20
Le fluor 20 est l'isotope du fluor dont le noyau est constitué de neuf protons et de onze neutrons. C'est l'un des radioisotopes du fluor, avec une demi-vie de 11,164 secondes, qui se désintègre par désintégration β− en 20Ne. Sa radioactivité spécifique est de 1,885 × 109 TBq/g.

### Fluor 21
Le fluor 21 est l'isotope du fluor dont le noyau est constitué de neuf protons et de douze neutrons. C'est également un radioisotope du fluor, avec une demi-vie de 4,158 secondes. Il se désintègre par désintégration β− en 21Ne. Sa radioactivité spécifique est de 4,78 × 109 TBq/g.

## Table des isotopes
| Symbole de l'isotope | Z (p)                | N (n)                | masse isotopique (u) | Demi-vie                       | Mode(s) de désintégration | Isotope(s)-fils | Spin nucléaire |
| Symbole de l'isotope | Énergie d'excitation | Énergie d'excitation | Énergie d'excitation | Demi-vie                       | Mode(s) de désintégration | Isotope(s)-fils | Spin nucléaire |
| -------------------- | -------------------- | -------------------- | -------------------- | ------------------------------ | ------------------------- | --------------- | -------------- |
| 14F                  | 9                    | 5                    | 14,03506(43)#        |                                | p                         | 13O             | 2-#            |
| 15F                  | 9                    | 6                    | 15,01801(14)         | 410(60) × 10−24 s [1,0(2) MeV] | p                         | 14O             | (1/2+)         |
| 16F                  | 9                    | 7                    | 16,011466(9)         | 11(6) × 10−21 s [40(20) keV]   | p                         | 15O             | 0-             |
| 17F                  | 9                    | 8                    | 17,00209524(27)      | 64,49(16) s                    | β+                        | 17O             | 5/2+           |
| 18F                  | 9                    | 9                    | 18,0009380(6)        | 109,771(20) min                | β+                        | 18O             | 1+             |
| 18mF                 | 1121,36(15) keV      | 1121,36(15) keV      | 1121,36(15) keV      | 162(7) ns                      |                           |                 | 5+             |
| 19F                  | 9                    | 10                   | 18,99840322(7)       | Stable                         | Stable                    | Stable          | 1/2+           |
| 20F                  | 9                    | 11                   | 19,99998132(8)       | 11,163(8) s                    | β−                        | 20Ne            | 2+             |
| 21F                  | 9                    | 12                   | 20,9999490(19)       | 4,158(20) s                    | β−                        | 21Ne            | 5/2+           |
| 22F                  | 9                    | 13                   | 22,002999(13)        | 4,23(4) s                      | β− (89,0 %)               | 22Ne            | 4+,(3+)        |
| 22F                  | 9                    | 13                   | 22,002999(13)        | 4,23(4) s                      | β−, n (11,0 %)            | 21Ne            | 4+,(3+)        |
| 23F                  | 9                    | 14                   | 23,00357(9)          | 2,23(14) s                     | β− (86,0 %)               | 23Ne            | (3/2,5/2)+     |
| 23F                  | 9                    | 14                   | 23,00357(9)          | 2,23(14) s                     | β−, n (14,0 %)            | 22Ne            | (3/2,5/2)+     |
| 24F                  | 9                    | 15                   | 24,00812(8)          | 400(50) ms                     | β− (94,1 %)               | 24Ne            | (1,2,3)+       |
| 24F                  | 9                    | 15                   | 24,00812(8)          | 400(50) ms                     | β−, n (5,9 %)             | 23Ne            | (1,2,3)+       |
| 25F                  | 9                    | 16                   | 25,01210(11)         | 50(6) ms                       | β− (76,0 %)               | 25Ne            | (5/2+)#        |
| 25F                  | 9                    | 16                   | 25,01210(11)         | 50(6) ms                       | β−, n (24,0 %)            | 24Ne            | (5/2+)#        |
| 26F                  | 9                    | 17                   | 26,01962(18)         | 9,6(8) ms                      | β− (68,0 %)               | 26Ne            | 1+             |
| 26F                  | 9                    | 17                   | 26,01962(18)         | 9,6(8) ms                      | β−, n (32,0 %)            | 25Ne            | 1+             |
| 27F                  | 9                    | 18                   | 27,02676(40)         | 4,9(2) ms                      | β−                        | 27Ne            | 5/2+#          |
| 28F                  | 9                    | 19                   | 28,03567(55)#        | <40 ns                         | n                         | 27F             |                |
| 29F                  | 9                    | 20                   | 29,04326(62)#        | 2,6(3) ms                      | β−                        | 29Ne            | 5/2+#          |
| 30F                  | 9                    | 21                   | 30,05250(64)#        | <260 ns                        |                           |                 |                |
| 31F                  | 9                    | 22                   | 31,06043(64)#        | 1# ms [>260 ns]                |                           |                 | 5/2+#          |

1. ↑  Isotopes stables en gras.
2. ↑  utilisé en médecine nucléaire.

### Remarques
- Les valeurs marquées # ne sont pas purement dérivées des données expérimentales, mais aussi au moins en partie à partir des tendances systématiques. Les spins avec des arguments d'affectation faibles sont entre parenthèses.
- Les incertitudes sont données de façon concise entre parenthèses après la décimale correspondante. Les valeurs d'incertitude dénotent un écart-type, à l'exception de la composition isotopique et de la masse atomique standard de l'IUPAC qui utilisent des incertitudes élargies.